# سینی (شهرستان آق‌سی)
سینی (به لاتین: Syny) یک عوارض جغرافیایی در قرقیزستان است که در شهرستان آق‌سی واقع شده‌است. سینی ۲٬۲۷۴ نفر جمعیت دارد و ۸۵۱ متر بالاتر از سطح دریا واقع شده‌است.